# Jean-Baptiste Brequin de Demenge

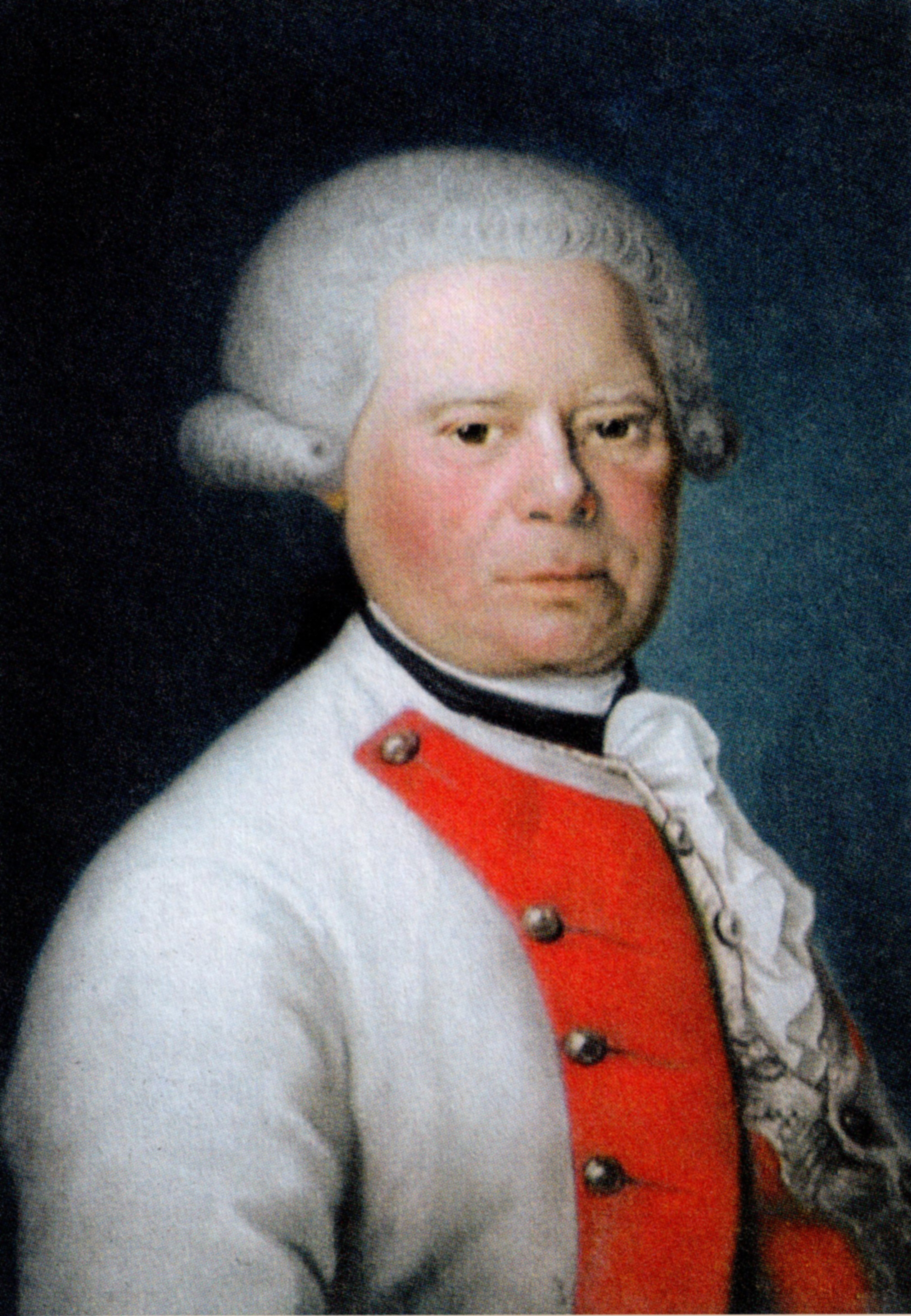
Jean-Baptiste Brequin de Demenge, Gemälde von Joseph Ducreux (1735–1802)

Jean-Baptiste Brequin de Demenge (* 10. August 1712 in Acreignes, ab 1720 Guise-sur-Moselle, heute Frolois im Kanton Vézelise, Arrondissement Nancy; † 9. Jänner 1785 in Wien) war ein lothringisch-österreichischer Offizier. Sein Vorname wird auch mit Johann angegeben.
Er gehörte zu den Beratern, die den „Lothringer Kreis“ um Franz Stephan von Lothringen bildeten. Dieser Personengruppe wird ein wesentlicher Anteil an der kulturellen und wirtschaftlichen Blütezeit in Österreich ab der Mitte des 18. Jahrhunderts zugeschrieben.

## Leben
Jean-Baptiste Brequin wurde in Lothringen geboren, seine Eltern starben früh. Von 1724 bis 1736 lebte er in Nancy, ab 1736 stand er in Diensten von Louis-Charles-Antoine Marquis de Beauveau (1715–1744), der seine Begabungen für militärisch-strategische Projekte, Mathematik und Kartografie erkannte und ihm eine Ausbildung an der Vorgängerin der Pariser École militaire möglich machte. 1740 begleitete Brequin den Marquis de Beauveau auf eine Reise nach Berlin und lernte die Verhältnisse in Deutschland kennen. Im gleichen Jahr begann der Österreichische Erbfolgekrieg. Brequin stand dabei zunächst in französischen Diensten bei Louis-Henri de Saulx, Marquis de Tavanes-Mirebel (1705–1747) und sollte nach Wien reisen, um Frankreich über die Verteidigungsanlagen dieser Stadt zu informieren. Er lehnte dies ab. Diese Weigerung wurde akzeptiert, sie hätte für ihn nämlich bedeutet, seinen früheren Landesherrn Franz Stephan zu verraten. Franz Stephan hatte erst 1736 der Übergabe des Herzogtums Lothringen an Stanislaus I. Leszczyński im Tausch gegen die Toskana zugestimmt, lebte aber in Wien, wo er 1736 Maria Theresia geheiratet hatte.
Die neuen Herrschaftsverhältnisse in Lothringen, wo unter Stanislaus Leszczyński eine de facto französische Verwaltung eingerichtet worden war, wurden von weiten Kreisen der Bevölkerung abgelehnt. Franz Stephan hatte in den Verträgen über die Aufgabe des Herzogthums Lothringen erreicht, wesentliche Kunstgegenstände, Archivalien, Instrumente, Tapisserien und andere Gegenstände an seinen neuen Wohnort mitnehmen zu dürfen. Eine Reihe von Lothringern folgte seinem Beispiel, der Weggang Franz Stephans bewirkte eine umfangreiche Auswanderungsbewegung.
Bei der Belagerung von Prag hatte man Brequin der Spionage für Habsburg beschuldigt und für 33 Tage gefangengehalten. Er wechselte darauf zu Franz Stefan nach Wien. Als er sich 1743 um die Aufnahme in die österreichische Armee bewarb, hielt man ihn allerdings zunächst wieder für einen Spion, erkannte aber bald seine strategischen Kenntnisse im Rheingebiet und nützte sie. Die militärische Laufbahn Brequins unter der Regierung des Hauses Habsburg-Lothringen war die eines Genie-Offiziers, der sich mit der Erfassung und Planung von Befestigungsanlagen zu beschäftigen hatte. Von dieser Zeit zeugen einige Landkarten, die sich im Österreichischen Kriegsarchiv befinden.
Brequin fand im Wiener physikalischen Kabinett (dem „Cabinet des Machines“) ein weites Betätigungsfeld. Seine Dienste und Interessen wurden durch die Person der legitimen Herrscher (Lothringens und Österreichs) bestimmt und geprägt von der technischen Entwicklung und den Ideen der Aufklärung.
1747 wurde er im Rahmen der Neuorganisation des Ingenieurs-Corps Hauptmann und wurde für die Offiziersschulung und Archivaufgaben eingesetzt. 1750 war er „Obristwachtmeister“ (Major) und war Mathematiklehrer des späteren Kaisers Joseph II. Brequin war Archivar des Geniewesens in der Geniedirektion, Oberst- und Brückenhauptmann, Administrator des Wasserbauamtes und Assessor der Ober- und Hofbaudirektion. 1757 wurde er zum „Ingenieur Obristlieutenant“ befördert.
Jean-Baptiste Brequin war ab 1752 mit Nicole de Cheville, einer Lothringerin, verheiratet. Das Paar hatte sechs Kinder, von denen nur die beiden Töchter Maria Anna und Maria Theresia das Erwachsenenalter erreichten. Das Grab von Maria Anna (verehelichte „von Lumagna“) befindet sich auf dem Friedhof von Laxenburg.
1765 erging die kaiserliche Anordnung, dass Brequin bei allen zu unternehmenden Wasserleitungsführungen beigezogen und auf seine Meinung vorrangig Bedacht genommen werden sollte.
Um 1765 wohnte er mit seiner Familie neben der Nepomuk-Kapelle (am Ort der späteren Pfarrkirche) in Meidling, wo er einen direkten Zugang von der Kirche in den Hof seines Hauses einrichten und dafür die Sakristei an die andere Seite der Kirche verlegen ließ. Am 4. Mai 1768 wurde er zum Schlosshauptmann von Laxenburg bestellt, am 15. Juni 1768 auch zum Vize-Hofbaudirektor. Die Laxenburger Funktion legte er 1772 wieder zurück. 1773 wurde er Leiter der „Kaiserlich königlichen Banko- und Wasserbau-Amts-Administration“, 1783 wurde dieses Wasserbauamt der Oberhofbaudirektion unterstellt, welche durch die Zentralisierung der Baudirektionen als Dachorganisation entstanden war.
Brequin sprach zeitlebens nur Französisch und schrieb auch seine Berichte in dieser Sprache. Für amtliche Tätigkeiten, die Berichte auf Deutsch erforderten, stand ihm ein Mitarbeiter für Übersetzungen zur Verfügung. Das änderte sich auch nicht, als 1772 unter dem neuen Leiter des Hofbauamtes Graf Kaunitz-Rietberg Deutsch als Amtssprache bestimmt wurde.
Jean-Baptiste Brequin wurde mit dem Prädikat „de Demenge“ in den Adelsstand erhoben, verwendete diese Nobilitierung aber nur selten. Die Wertschätzung, welche die kaiserliche Familie ihm entgegenbrachte, drückte sich auch darin aus, dass ihm die Behandlung durch den kaiserlichen Leibarzt Anton von Störck möglich gemacht wurde.
In der Verlassenschaftsabhandlung nach seinem Tod am 9. Jänner 1785 ist eine Bibliothek mit 573 meist französischen Büchern über technische und naturwissenschaftliche Themen, aber auch über Militärwesen, Ökonomie und Politik erwähnt, weiters 25.000 Gulden Bargeld und eine Reihe von Sachwerten dokumentiert.
Ein 3.130 m hoher Berg im Vanoise-Massiv der Grajischen Alpen trägt den Namen „Mont Bréquin“.

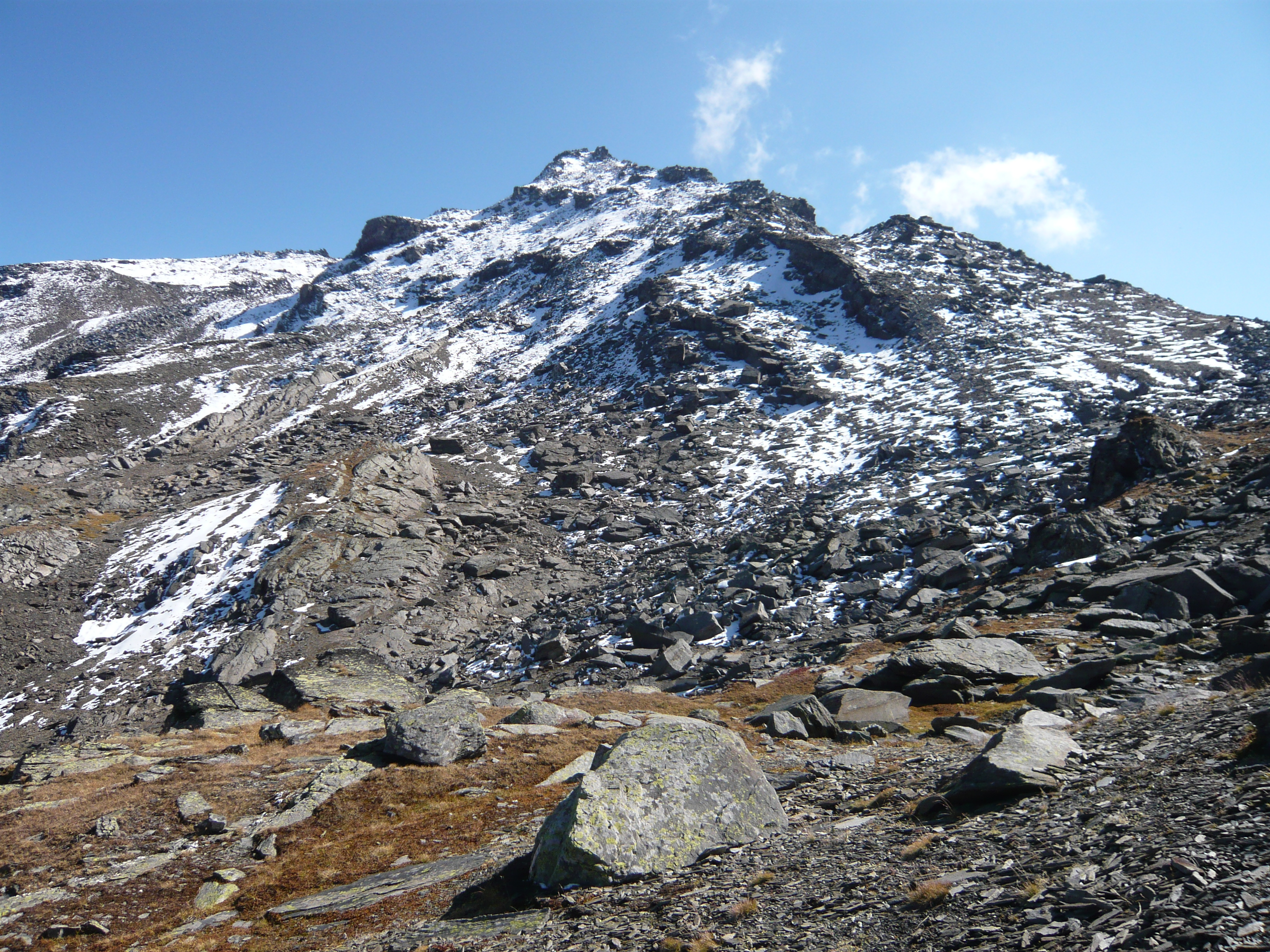
Mont Brequin

## Werke
Im Rahmen seiner Offizierslaufbahn unterrichtete er den Offiziersnachwuchs an der damaligen Militärakademie. Von 1748 bis mindestens 1761 war er der Lehrer Erzherzog Josefs und nach ihm Erzherzog Peter Leopolds in Mathematik und Geometrie, von 1750 bis 1759 wird er als Mitglied des kaiserlichen Hofstaates als Instruktor in Mathematik „der jungen Herrschaft“ geführt. geführt. Dass sich Kronprinz Josef auch später für dieses Gebiet, für Feldmesserei und Kriegsbaukunst interessierte, wird Brequins Unterricht zugeschrieben. Unterrichtsbücher dazu sind in Wiener Archiven erhalten geblieben. Daneben war er in verschiedenen adeligen Häusern Wiens unterrichtend tätig.
Brequin beschäftigte sich mit vielen technischen Aufgaben, ein Schwerpunkt seiner Tätigkeit war der Wasserbau und die Betreuung staatlicher Bauten, beginnend bei Schlössern wie Schönbrunn und Laxenburg bis zu Dienstgebäuden der Zollaufseher. Er war maßgebend an Bau und Renovierung der Wasserversorgung Wiens beteiligt. 1765/66 leitet er den Bau der Wasserleitung vom Schottenfeld nach Mariahilf in die Savoysche Akademie und von dort weiter in die Burg. Da diese Wasserleitung nicht ausreichte, empfahl Brequin die Einleitung einiger Quellen aus Meidling und Margareten, woraus später die Siebenbrunner Hofwasserleitung entstand. Bei diesem Bau wurde erstmals mit Leitungsrohren aus gebranntem Ton experimentiert, dieser Gedanke aber nicht weiterverfolgt. 1779 war er mit dem Bau eines Wasserreservoirs in der Josefstädter Kaserne, 1784 mit der Erweiterung der Hofwasserleitung aus Hernals und Dornbach beschäftigt.
Weiters legte er eine Reihe von Plänen für die Regulierung des Wienflusses vor.
Nicht alle Pläne wurden umgesetzt: Einer seiner Vorschläge, zur Verringerung der Hochwassergefahren der Donau bei Wien ein paralleles Flussbett zu graben, wurde erst mit der Neuen Donau über 200 Jahre später verwirklicht. Die Maßnahme, die statt Verwirklichung dieses Vorschlages ursprünglich getroffen wurde, war ein linksufriger Damm an der Donau nach den Plänen von Johann Sigismund Hubert. Die Kritik Brequins, dadurch würde die Donau zu stark eingeschränkt, erwies sich schon kurz danach als berechtigt, als dieser Damm an 14 Stellen brach. Er wurde nicht wieder aufgebaut, Donauhochwässer und die damit verbundenen Eisstöße blieben noch über Jahrhunderte Gefahren für die nördlichen Vororte der Stadt Wien und waren ständiges Thema für Überlegungen zur Wiener Donauregulierung.
Jean-Baptiste Brequin war an technischen Arbeiten in Wien und dessen Umgebung beteiligt und zeichnete mehrere Landkarten. 1784 beim größten Hochwasser des 18. Jahrhunderts trugen seine Maßnahmen mit zur Abwehr des Eisstoßes auf der Donau bei. Die Schlagbrücke beim Rotenturmtor und andere Wiener Brücken wurden unter seiner Leitung verstärkt oder erneuert. Es liegen Hinweise vor, wonach Brequin auch für den Fürsten Esterházy in Eisenstadt und Fertőd tätig war.
Brequin besaß auch Fachwissen in Meteorologie und Architektur: Ein Windmessgerät wurde der Académie royale in Brüssel vorgestellt, es sollte auch darüber publiziert werden, aber das funktionsfähige Gerät wurde aus unbekannten Gründen zurückgezogen. Nach den noch vorhandenen Unterlagen ist wahrscheinlich, dass Brequin der Architekt des 1759 bis 1764 errichteten Palais Lamberg in Pressburg (Bratislava) war (heute Palais Balassa). In Wien war er für die Restaurierung der Kirche am Rennweg, der späteren Gardekirche, verantwortlich, unter seiner Leitung wurde 1781 das Theater an der Praterstraße in der Leopoldstadt erbaut.
Im Schloss Laxenburg errichtete er den Dianentempel, der als Mittelpunkt eines Tierparks gedacht war, Springbrunnen und einen Wasserfall. Die Wasserversorgung stellte er durch eine Wasserleitung aus dem Gebiet des Anningers sicher.
Ein Thema, mit dem sich Brequin etwa 17 Jahre beschäftigte, war die Nutzung des Theresienfeldes. Auf seine Initiative wurden Pläne verwirklicht, die Bewässerung dieses Gebietes durch einen künstlich angelegten Kanal von der Piesting bei Wöllersdorf aus zu bewirken: Daraus entstand der Tirolerbach. Die Untersuchungen Brequins im südlichen Wiener Becken, wo er auch in Neunkirchen mit der Erneuerung von zwei Brücken befasst war, gehörten zu den Grundlagen für die Arbeiten am Wiener Neustädter Kanal. Weitere Untersuchungen befassten sich mit der besseren Nutzung bzw. Verlegung des großen Fischteiches bei Guntramsdorf, der bei Wassermangel auszutrocknen drohte. Brequin schlug vor, den Teich ganz aufzulassen und den gesamten Tierbestand in die in der Nähe befindliche „Entenlacke“ zu übersiedeln, welche zu diesem Zweck vergrößert und deren Wasserversorgung neu organisiert wurde. In ihrer Mitte wurde eine Insel mit Buschwerk für Brutplätze der Wasservögel angelegt.
1756 führte ihn eine Reise an die nördliche Adria, das „österreichische Litorale“. Dort untersuchte er die Meeresstrände und Hafenanlagen und erarbeitete Vorschläge zum Ausbau des Hafens von Triest, den er im Vergleich zu weiter östlich an flachen Stränden gelegenen Hafenmöglichkeiten (z. B. bei Aquileia) als besser geeignet befand. Brequin betrachtete das Küstenland gemeinsam mit Krain und der (Unter-)Steiermark und schlug vor, einheitliche Konzepte für die Ökonomie und den Ausbau der Verkehrswege dieses Gebietes zu erstellen, welches im 20. Jahrhundert als Teil der „Region Alpen-Adria“ bekannt werden sollte.
1757 erforschte und dokumentierte er im Auftrag des Kaisers Hochwasserschäden im Wipptal und Pustertal sowie an Etsch und Eisack und berichtete darüber in Wien.
Eine weitere Aufgabe Brequins war 1766 eine Untersuchung für die Schiffbarmachung der Drau. Dazu bereiste er das Drauufer von Esseg (Osijek) bis Marburg (Maribor) und schlug vor, statt eines Ausbaus der Drau einen diese rechts begleitenden Schifffahrtskanal zu errichten. Er berichtete auch über die Schwierigkeiten, die sich der Schifffahrt auf der Drau oberhalb von Marburg entgegensetzen würden, wie Stromschnellen und zu nahe nebeneinanderstehende Brückenpfeiler. In diesem Zusammenhang wurde überlegt, Wasserverbindungen zwischen Donau, Drau, Adria und Plattensee zu schaffen.
1772 war Brequin mit den Arbeiten der Moldau-Regulierung befasst, die zum Ziel hatten, diesen Fluss besser schiffbar zu machen. Von besonderem Interesse für die kaiserliche Familie war auch die Regulierung der March, weil Franz Stephan die Herrschaften Holitsch und Sassau im fruchtbaren Schwemmland dieses Flusses besaß, andererseits das Schloss Hof auf der anderen Seite der March seit 1755 in kaiserlichem Besitz war. Das alljährliche Marchhochwasser bedrohte nicht nur die zwischen diesen Besitzungen erbaute Brücke, sondern das Marchtal insgesamt. 1772 wurde ein Regulierungsprojekt erstellt, das aber aus finanziellen Gründen nicht verwirklicht werden konnte.
Das Verzeichnis der Landkarten, Zeichnungen und Baupläne Brequins im österreichischen Kriegsarchiv und anderen Archiven und Sammlungen umfasst mehrere Druckseiten: Von Wasserrädern, mit Tierkraft betriebenen Wasserkunst-Anlagen für das Schloss Schönbrunn und andere Adelssitze bis zu groß angelegten Flussregulierungen dokumentieren diese Unterlagen den aktuellen Stand der Wasserbautechnik zur Mitte des 18. Jahrhunderts. Sein bekanntestes kartographisches Werk ist die Carte des environs de Schönbrun et ceux de Laxemburg aus dem Jahr 1755, die das Gebiet zwischen den Schlössern Schönbrunn und Laxenburg auf mehreren Blättern im Maßstab von ungefähr 1:10.800 zeigt. Diese Karten werden als Vorläufer der späteren österreichischen Landesaufnahmen gesehen. Die Josephinische Landesaufnahme wurde noch zu Lebzeiten Brequins begonnen.